# Десант у Орта
Десант у Орта или Десант в районе Орт-ан-дер-Донау — тактический десант советских войск, высаженный 8 апреля 1945 года кораблями Дунайской военной флотилии в ходе Венской наступательной операции.

## Военно-оперативная ситуация
7 апреля 1945 года войска 3-го Украинского фронта (Маршал Советского Союза Ф. И. Толбухин) с боем ворвались в южные предместья Вены, начался штурм города. Группировка 6-й танковой армии СС (оберстгруппенфюрер СС и генерал-полковник войск СС Йозеф Дитрих) оказывала упорное сопротивление. Для содействия штурмующим Вену войскам командующий 2-м Украинском фронтом Маршал Советского Союза Р. Я. Малиновский, армии которого подходили к Вене с северо-запада и охватывали Вену с севера, приказал высадить с кораблей Дунайской военной флотилии десант в составе стрелкового полка 49-й стрелковой дивизии с задачей захватить населенные пункты Орт-ан-дер-Донау (Орт) и Мансдорф-ан-дер-Донау (Мансдорф) и тем самым отрезать противнику пути отхода из Вены по прибрежным дорогам, а также пресечь подход немецких подкреплений в Вену. Для выполнения этой задачи командующий флотилией контр-адмирал Г. Н. Холостяков выделил 2-ю Сулинскую бригаду речных кораблей (командир капитан 2-го ранга А. Ф. Аржавкин), приказав в ночь на 8 апреля высадить десант в 3 км юго-западнее города Орт. Командиром десантного отряда и командиром высадки был назначен Герой Советского Союза капитан-лейтенант В. И. Великий.

## Ход операции
Задача осложнялась тем, что левый берег Дуная в этом районе был занят немецкими войсками. Переход кораблей с десантом был организован по многочисленным речным протоками вдоль правого берега. При движении соблюдались строжайшие шумовая и световая маскировка. Катеров не хватало, поэтому десант было решено высаживать несколькими рейсами. Для поддержки десанта были скрытно развернуты несколько артиллерийских батарей Берегового отряда сопровождения флотилии и из состава войск армии.
Посадка первого отряда десанта производилась в Гайнбурге. В состав кораблей высадки были выделены 4 бронекатера и 3 минных катера. Численность первого отряда десанта составила 300 бойцов с двумя 45-мм орудиями. 8 апреля в 1 час ночи катера с десантом вышли к месту высадки. В пути следования катера были обнаружены и обстреляны противником, но ответного огня не открывали, при этом, по заявке командира высадки, вражеский огонь был подавлен заранее выделенной артиллерией.
Около 5 часов утра катера высадили десант в назначенном месте. При высадке десант не встретил сопротивления и начал продвижение к Мансдорфу. Только там противник обнаружил десантников и открыл беспорядочный огонь. К 8:30 утра отряд овладел населенным пунктом Мансдорф, отрезав противнику пути отхода на запад по прибрежным дорогам.
Тем временем катера начали переброску второго отряда десанта в район города Орт, но из-за необорудованных подходов к месту посадки переброска шла медленно. В втором отряде было высажено 330 человек, шесть 45-мм и два 76-мм орудия, 4 миномёта, 6 противотанковых ружей, 14 лошадей, 10 тонн боезапаса и 8 тонн разного груза. При переходе по реке и высадке противник не оказал противодействия, в результате чего отряд благополучно высадился и соединился с передовым отрядом. В дальнейшем десант продолжил успешные действия, вызвав сильную панику, потерю связи и управления противника, чем способствовал успешным действиям 75-го стрелкового корпуса 46-й армии, который наступал вдоль левого берега Дуная. Во второй половине дня 8 апреля десант соединился с наступавшими частями корпуса и совместными усилиями советские войска с ходу штурмом овладели сильно укреплённым городом Орт-ан-дер-Донау. При взятии города большие потери понёс штаб немецкой дивизии СС «Викинг» (по некоторым данным взяты в плен 3 генерала и 21 офицер). Всего потери противника составили до 300 убитых и 235 пленных солдат и офицеров, кроме того, захвачено 2 самолёта, паровоз и 304 вагона, 2 продовольственных склада, 7 автомашин, 18 тракторов, другие трофеи.
Внезапная высадка десанта и его успешные действия, овладение городами Мансдорф и Орт, позволили взломать оборону противника на левом берегу Дуная. В этот день продвижение советских войск здесь составило 20 километров. На этот участок сразу же началась переправа основных частей 46-й армии, которая с занятого плацдарма нанесла успешный удар в обход Вены и способствовала успеху её штурма.